# Alphabetische und Synonymische Aufzählung der Gewächse
Alphabetische und Synonymische Aufzählung der Gewächse (abreviado Alph. Aufz. Gew.) es un libro con ilustraciones y descripciones botánicas que fue escrito por el botánico alemán Gustav Heynhold y publicado en Dresde/Leipzig en el año 1846-1847 con el nombre de Alphabetische und Synonymische Aufzahlung der in der Jahren 1840 bis 1846 in den europäischen Gärten eingeführten Gewächse nebst Angabe ihres Autors. ihres Vaterlandes, ihrer Dauer und Cultur. Ein Hilf- und Ergänzungbuch zu den Werken von Dietrich, Dumont-Courset, Loudon, Sweet, Steudel u.s.w. nach dem neuesten Quellen bearbeitet. Dresden/Leipzig